# Кастельбелліно
Кастельбелліно (італ. Castelbellino) — муніципалітет в Італії, у регіоні Марке,  провінція Анкона.
Кастельбелліно розташоване на відстані близько 190 км на північ від Рима, 34 км на південний захід від Анкони.
Населення — 4935 осіб (2014).

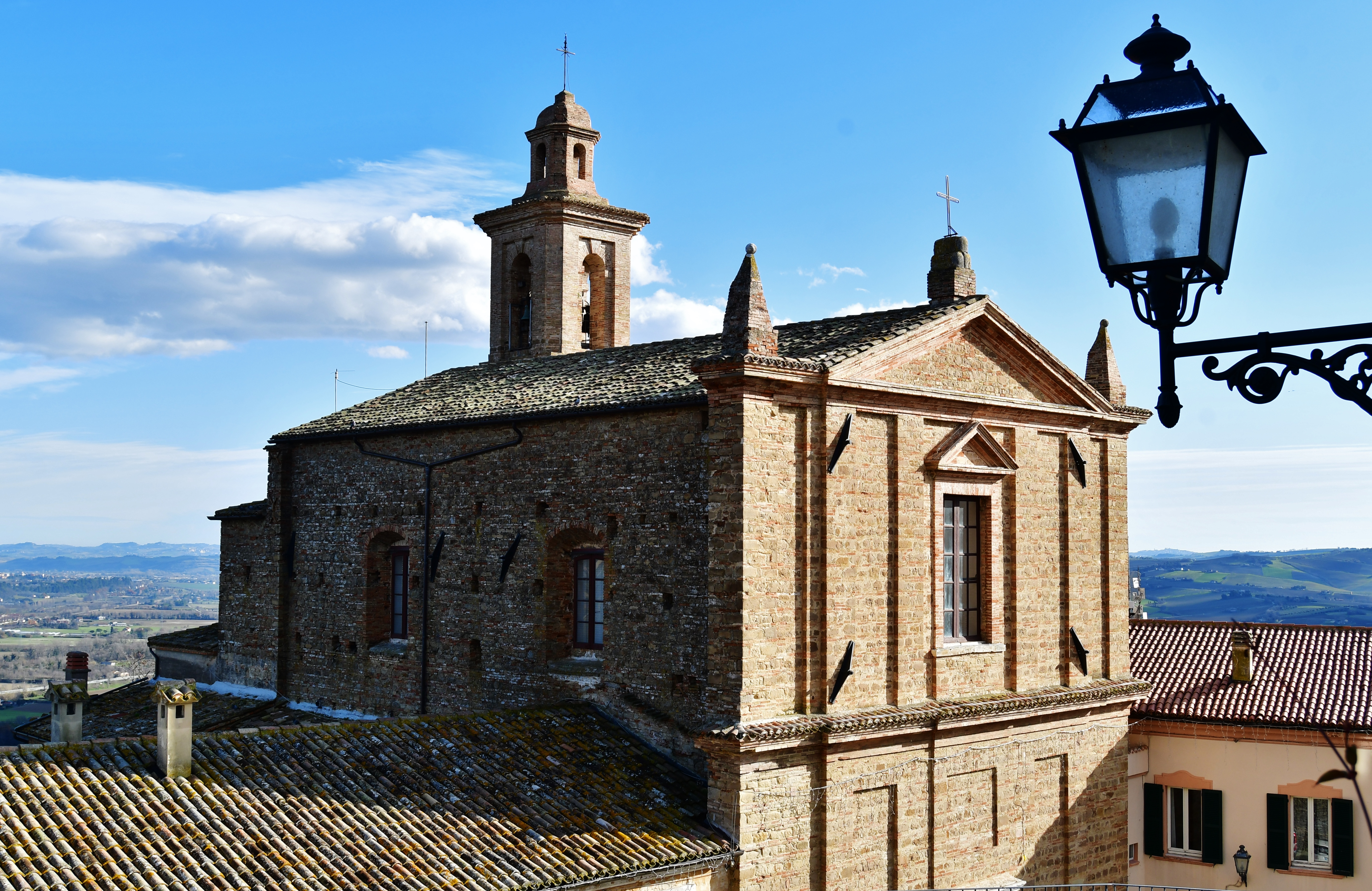
Церква святого Марка

Щорічний фестиваль відбувається 25 квітня. Покровитель — святий Євангеліст Марко.

## Демографія
Населення за роками:

Станом на 1 січня 2023 року в муніципалітеті офіційно проживало 426 іноземців з 43 країн, серед них 166 громадян країн Євросоюзу та 13 громадян України.

## Сусідні муніципалітети
- Єзі
- Майолаті-Спонтіні
- Монте-Роберто